# Milton, Indiana
Milton är en ort i Wayne County i delstaten Indiana, USA.